# 張灝 (南明)
張灝（1590年—1684年），原名張若綱，字為三，福建同安人，明末和南明政治人物。

## 生平
明萬曆四十六年（1618年）考中舉人。隆武時，任兵部職方司郎中。福京陷落後，與弟張瀛隱居思明大嶝島。
永曆三十四年（清康熙十九年，1680年）從廈門前往臺灣。永曆三十七年（清康熙二十二年，1683年），清廷派施琅征臺灣，鄭克塽降，鄭氏政權滅亡，施琅撥舟送張灝回鄉。抵達澎湖時，張灝病卒，享年95歲。

## 親屬
父張廷拱，巡撫。張灝為長子。弟張瀛，崇禎壬午舉人。